# Pagyda amphisalis
Pagyda amphisalis är en fjärilsart som beskrevs av Walker 1859. Pagyda amphisalis ingår i släktet Pagyda och familjen Crambidae. Inga underarter finns listade i Catalogue of Life.